# Rafael Cavestany de Anduaga
Rafael Cavestany de Anduaga (Madrid, 27 d'octubre de 1902 - 17 de juliol de 1958) va ser un enginyer agrònom i polític espanyol d'ideologia falangista, Ministre d'Agricultura de 18 de juliol de 1951 a 26 de febrer de 1957

## Biografia
Sisè fill de Juan Antonio Cavestany y González Nandín, escriptor, senador i acadèmic, i de Margarita de Anduaga y Cabrero. Casat amb Enriqueta Cantos Figuerola y Sáiz de Carlos, filla del ministre Vicente Cantos Figuerola. Figura en la Galería de Ingenieros Egregios.
El 1925, una vegada finalitzats els seus estudis d'enginyeria cursats a Madrid, es trasllada a Guinea Espanyola fundant la Companyia Agrícola i Forestal (CAIGFE), romanent a Àfrica central durant sis anys.
De retorn a Madrid va ser nomenat Intendent General d'Almodins, col·laborant en els Serveis de Reforma Agrària i també en l'Institut Nacional de Recerca Agrària.
Durant la Segona República Espanyola va ser nomenat agregat agrònom a l'ambaixada espanyola a París.
El 1935 torna a Espanya ingressant en l'Institut de Recerques Agronòmiques.

## Guerra Civil
Cessat per les autoritats republicanes s'incorpora en Salamanca al bàndol nacional cursant en Burgos els cursos d'alferes provisional. Incorporat a la Divisió Marroquina 150 amb el grau de tinent intervé en les accions de Guadalajara, Terol i Ebre.
Una vegada retirat de campanya el Ministre d'Acció i Organització Sindical Pedro González-Bueno y Bocos el nomena Inspector General de Treball.

## Franquisme
En finalitzar la contesa s'estableix a Madrid tornant a les seves ocupacions com a enginyer agrònom.
Sent José Luis Arrese Magra, Ministre Secretari General del Moviment, Fermín Sanz-Orrio y Sanz el nomena Cap Nacional del Sindicat de Fruits i Productes Hortícoles, càrrec que ocupa durant cinc anys.

### Concentració Parcelaria
Nomenat ministre d'agricultura,inicia la concentració parcel·lària com a mitjà eficaç i innovador per acabar amb el minifundi. També implanta nous regadius i impulsa destinades a impulsar la producció agrícola amb l'objecte d'aconseguir el autoabastecimiento mitjançant diverses lleis: de 15 de juliol de 1952 sobre explotacions exemplars i qualificades; la d'igual data sobre patrimonis familiars; la de 3 de desembre de 1953 sobre finques manifestament millorables; la de 15 de juliol de 1954 sobre unitats mínimes de cultiu; arrendaments rústics protegits, etc.

### Pla Badajoz
A iniciativa del ministre Cavestany es tramita i aprova la Llei de 7 d'abril de 1952 sobre el Pla d'obres, colonització, industrialització i electrificació de la província de Badajoz. El termini inicial era de 14 anys (1952–1965), però després es va modificar el 1963 i de nou el 1971, estenent-ho fins a 1975.

### La Santa Espina
San Rafael de la Santa Espina és un dels pobles creats per l'Institut Nacional de Colonització impulsat per Cavestany en la seva política contribuir al desenvolupament agrari. Està situat en el municipi val·lisoletà de Castromonte.

## Parlamentari
Procurador nat en representació de l'Organització Sindical el 1943, 1946 i 1949. Conseller Nacional el 1949, 1952 i 1955. Procurador en Corts designat pel Cap de l'Estat el 1958.